# 宮殿車站
宮殿車站（法語：Gare du Palais）是加拿大魁北克省魁北克市的一個火車站和汽車站。它的名字來源於它鄰近新法蘭西總督府。它由加拿大國家客運鐵路維亞鐵路和私人長途汽車公司Orléans Express提供服務。
這座兩層高的城堡式車站由加拿大太平洋鐵路公司建造，並於1915年啟用，其建築於1992年被指定為加拿大國家歷史遺址。